# Zamek w Arco

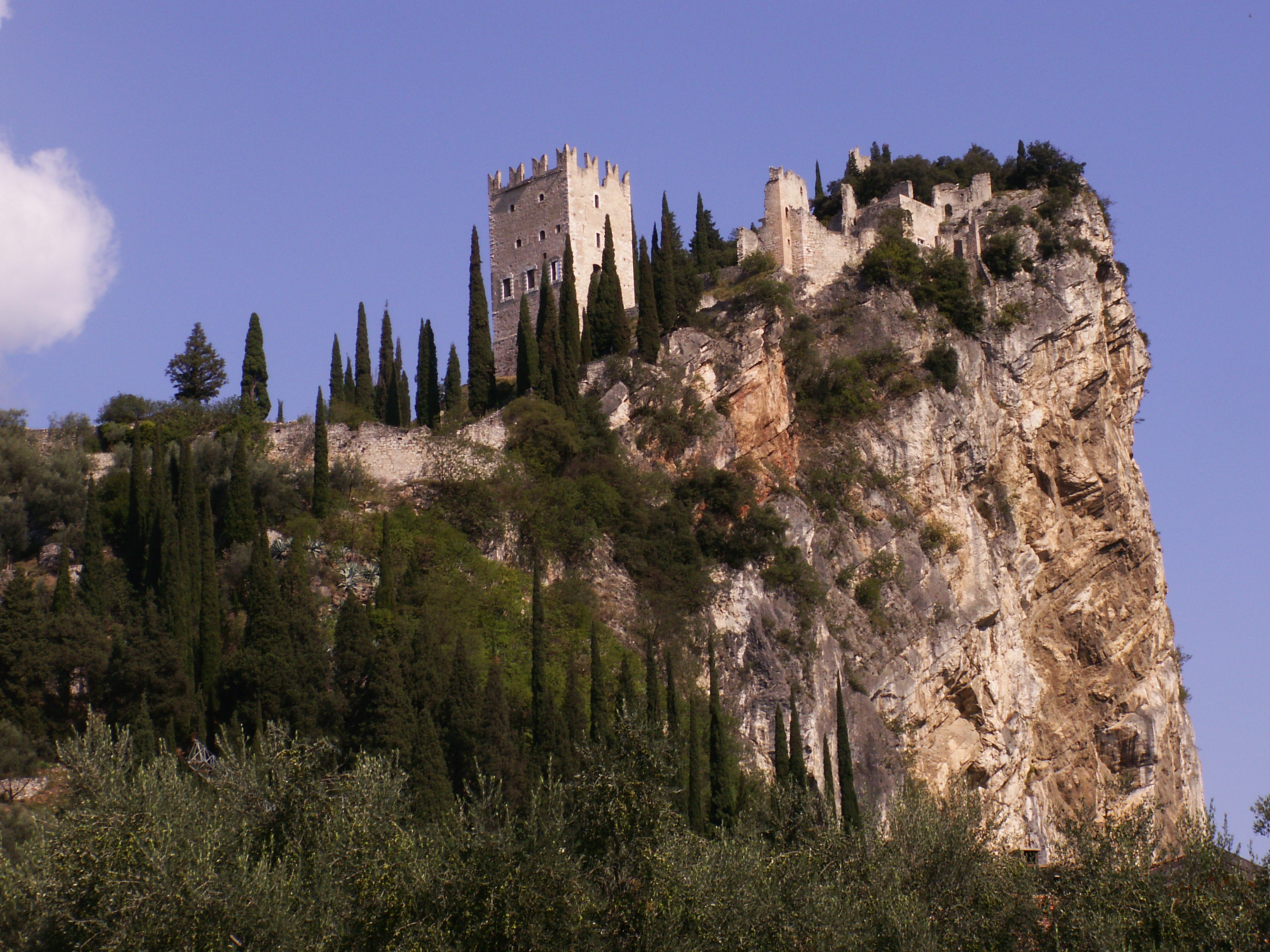
Widok na ruiny zamku

Zamek w Arco – ruiny średniowiecznego zamku położone na skale górującej nad miejscowością Arco w prowincji Trydent, Włochy.

## Historia
Prawdopodobnie zbudowany przez mieszkańców Arco w średniowieczu, później siedziba lokalnych władców. Opuszczony w XVIII wieku. Prace renowacyjne rozpoczęte w 1986 roku odkryły freski przedstawiające rycerzy i damy dworu.